# Rufus
Rufus是一个可以帮助格式化和创建可引导U盘（Live USB）的工具，可以制作Windows、Linux、Android-x86 等操作系统的启动盘,而且可以制作wtg启动盘让电脑从u盘启动系统。

## 特点
- Rufus会格式化闪存盘
- Rufus能够保持ISO映像的原始启动界面
- Rufus只能在Windows下运行
- Rufus是个开源软件，用户可以免费下载并使用，作者明确表示谢绝捐赠。